# Orchidoideae
Orchidoideae, potporodica orhideja (Orchidaceae) koja se sastoji od 4 tribusa

## Tribusi i rodovi
1. Tribus Codonorchideae P. J. Cribb
  1. Codonorchis Lindl. (2 spp.)
2. Tribus Orchideae Small
  1. Subtribus Huttonaeinae Schltr.
    1. Huttonaea Harv. (5 spp.)
    2. Pachites Lindl. (2 spp.)

  2. Subtribus Brownleeinae H. P. Linder & Kurzweil
    1. Brownleea Harv. ex Lindl. (8 spp.)
    2. Disperis Sw. (79 spp.)

  3. Subtribus Coryciinae Benth.
    1. Pterygodium Sw. (19 spp.)
    2. Corycium Sw. (13 spp.)
    3. Evotella Kurzweil & H. P. Linder (2 spp.)
    4. Ceratandra Eckl. ex F. A. Bauer (6 spp.)

  4. Subtribus Disinae Lindl. ex Benth.
    1. Disa Bergius (184 spp.)

  5. Subtribus Satyriinae Pfitzer
    1. Satyrium Sw. (91 spp.)

  6. Subtribus Habenariinae Benth.
    1. Herminium L. (51 spp.)
    2. Hsenhsua X. H. Jin, Schuit. & W. T. Jin (1 sp.)
    3. xHerminorchis P. Fourn. (0 sp.)
    4. Tylostigma Schltr. (8 spp.)
    5. Oligophyton H. P. Linder (1 sp.)
    6. Benthamia A. Rich. (32 spp.)
    7. Pecteilis Raf. (10 spp.)
    8. Gennaria Parl. (2 spp.)
    9. Peristylus Blume (101 spp.)
    10. Stenoglottis Lindl. (6 spp.)
    11. Habenaria Willd. (899 spp.)
    12. Odisha S. Misra (2 spp.)
    13. Centrostigma Schltr. (3 spp.)
    14. Bonatea Willd. (13 spp.)
    15. Cynorkis Thouars (180 spp.)
    16. Thulinia P. J. Cribb (1 sp.)
    17. Veyretella Szlach. & Olszewski (2 spp.)
    18. Cooktownia D. L. Jones (1 sp.)
    19. Platycoryne Rchb. fil. (21 spp.)
    20. Aziza Farminhão & D´haijère (1 sp.)
    21. Megalorchis H. Perrier (1 sp.)
    22. Diplomeris D. Don (3 spp.)
    23. Roeperocharis Rchb. fil. (9 spp.)
    24. Holothrix Rich. (45 spp.)
    25. Brachycorythis Lindl. (41 spp.)
    26. Neobolusia Schltr. (3 spp.)
    27. Schizochilus Sond. (11 spp.)
    28. Dracomonticola H. P. Linder & Kurzweil (1 sp.)

  7. Subtribus Orchidinae Dressler & Dodson ex Reveal
    1. Neotinea Rchb. fil. (5 spp.)
    2. Chamorchis Rich. (1 sp.)
    3. Steveniella Schltr. (1 sp.)
    4. Himantoglossum W. D. J. Koch (10 spp.)
    5. xOrchimantoglossum Asch. & Graebn. (0 sp.)
    6. Ophrys L. (84 spp.)
    7. Serapias L. (20 spp.)
    8. xSerapicamptis Godfery (3 spp.)
    9. xSerapirhiza Potucek (0 sp.)
    10. Anacamptis Rich. (21 spp.)
    11. Orchis L. (26 spp.)
    12. Traunsteinera Rchb. (2 spp.)
    13. Pseudorchis Ség. (2 spp.)
    14. xPseudorhiza P. F. Hunt (0 sp.)
    15. xPseudanthera McKean (0 sp.)
    16. xPseudinium P. F. Hunt (0 sp.)
    17. Platanthera Rich. (149 spp.)
    18. Galearis Raf. (11 spp.)
    19. xDactylanthera P. F. Hunt & Summerh. (1 sp.)
    20. Dactylorhiza Neck. (53 spp.)
    21. xDactyloglossum P. F. Hunt & Summerh. (0 sp.)
    22. xGymnoglossum Rolfe (0 sp.)
    23. Gymnadenia R. Br. (8 spp.)
    24. xGymnigritella E. G. Camus (0 sp.)
    25. Nigritella Rich. (12 spp.)
    26. xDactylodenia Garay & H. R. Sweet (3 spp.)
    27. xOrchigymnadenia E. G. Camus (0 sp.)
    28. xPseudadenia P. F. Hunt (1 sp.)
    29. xGymnotraunsteinera Cif. & Giacom. (0 sp.)
    30. xGymplatanthera E. G. Camus (0 sp.)
    31. xPseuditella P. F. Hunt (0 sp.)
    32. Sirindhornia H. A. Pedersen & Suksathan (3 spp.)
    33. Hemipilia Lindl. (72 spp.)

  8. Subtribus Vietorchidinae Aver.
    1. Silvorchis J. J. Sm. (4 spp.)
3. Tribus Diurideae Endl. ex Butzin
  1. Subtribus Rhizanthellinae R. S. Rogers
    1. Rhizanthella R. S. Rogers (5 spp.)

  2. Subtribus Prasophyllinae Schltr.
    1. Prasophyllum R. Br. (159 spp.)
    2. Genoplesium R. Br. (59 spp.)
    3. Microtis R. Br. (23 spp.)

  3. Subtribus Cryptostylidinae Schltr.
    1. Cryptostylis R. Br. (23 spp.)
    2. Coilochilus Schltr. (1 sp.)

  4. Subtribus Drakaeinae Schltr.
    1. Chiloglottis R. Br. (27 spp.)
    2. Drakaea Lindl. (10 spp.)
    3. Spiculaea Lindl. (1 sp.)
    4. Arthrochilus F. Muell. (15 spp.)
    5. Paracaleana Blaxell (14 spp.)
    6. Caleana R. Br. (1 sp.)

  5. Subtribus Megastylidinae Schltr.
    1. Rimacola Rupp (1 sp.)
    2. Lyperanthus R. Br. (2 spp.)
    3. Waireia D. L. Jones, Clem. & Molloy (1 sp.)
    4. Pyrorchis D. L. Jones & M. A. Clem. (2 spp.)
    5. Burnettia Lindl. (1 sp.)
    6. Leporella A. S. George (1 sp.)
    7. Megastylis (Schltr.) Schltr. (6 spp.)

  6. Subtribus Acianthinae (Lindl.) Schltr.
    1. Stigmatodactylus Maxim. ex Makino (26 spp.)
    2. Cyrtostylis R. Br. (5 spp.)
    3. Acianthus R. Br. (8 spp.)
    4. Townsonia Cheeseman (3 spp.)
    5. Corybas R. Br. (159 spp.)

  7. Subtribus Diuridinae Lindl. ex Meisn.
    1. Diuris Sm. (104 spp.)
    2. Orthoceras R. Br. (2 spp.)

  8. Subtribus Caladeniinae Pfitzer
    1. Aporostylis Rupp & Hatch (1 sp.)
    2. Adenochilus Hook. fil. (2 spp.)
    3. Eriochilus R. Br. (12 spp.)
    4. Leptoceras Lindl. (1 sp.)
    5. Praecoxanthus Hopper & A. P. Br. (1 sp.)
    6. Elythranthera (Lindl.) A. S. George (2 spp.)
    7. Pheladenia D. L. Jones & M. A. Clem. (1 sp.)
    8. Caladenia R. Br. (310 spp.)

  9. Subtribus Thelymitrinae Lindl. ex Meisn.
    1. Calochilus R. Br. (28 spp.)
    2. Epiblema R. Br. (1 sp.)
    3. Thelymitra J. R. Forst. & G. Forst. (118 spp.)
4. Tribus Cranichideae (Lindl.) Endl.
  1. Subtribus Chloraeinae Pfitzer
    1. Chloraea Lindl. (52 spp.)
    2. Gavilea Poepp. (17 spp.)
    3. Bipinnula Comm. ex Juss. (12 spp.)

  2. Subtribus Pterostylidinae Pfitzer
    1. Pterostylis R. Br. (311 spp.)
    2. Achlydosa M. A. Clem. & D. L. Jones (1 sp.)

  3. Subtribus Physurinae Lindl. ex Meisn.
    1. Pachyplectron Schltr. (3 spp.)
    2. Microchilus C. Presl (273 spp.)
    3. Erythrodes Blume (24 spp.)
    4. Goodyera R. Br. (94 spp.)
    5. Danhatchia Garay & Christenson (3 spp.)
    6. Gonatostylis Schltr. (2 spp.)
    7. Halleorchis Szlach. & Olszewski (1 sp.)
    8. Platylepis A. Rich. (20 spp.)
    9. Schuitemania Ormerod (1 sp.)
    10. Orchipedum Breda, Kuhl & Hasselt (3 spp.)
    11. Herpysma Lindl. (1 sp.)
    12. Hylophila Lindl. (6 spp.)
    13. Lepidogyne Blume (1 sp.)
    14. Eurycentrum Schltr. (4 spp.)
    15. Cystorchis Blume (19 spp.)
    16. Zeuxinella Aver. (1 sp.)
    17. Ludisia A. Rich. (2 spp.)
    18. Dossinia C. Morren (1 sp.)
    19. Macodes (Blume) Lindl. (12 spp.)
    20. Papuaea Schltr. (1 sp.)
    21. Chamaegastrodia Makino & F. Maek. (3 spp.)
    22. Cheirostylis Blume (61 spp.)
    23. Zeuxine Lindl. (83 spp.)
    24. Hetaeria Blume (27 spp.)
    25. Rhomboda Lindl. (25 spp.)
    26. Vrydagzynea Blume (42 spp.)
    27. Odontochilus Blume (75 spp.)
    28. Anoectochilus Blume (48 spp.)
    29. Aenhenrya Gopalan (2 spp.)

  4. Subtribus Manniellinae Schltr.
    1. Manniella Rchb. fil. (1 sp.)

  5. Subtribus Cranichidinae Lindl. ex Meisn.
    1. Prescottia Lindl. (25 spp.)
    2. Galeoglossum A. Rich. & Galeotti (3 spp.)
    3. Stenoptera C. Presl (11 spp.)
    4. Gomphichis Lindl. (31 spp.)
    5. Porphyrostachys Rchb. fil. (2 spp.)
    6. Solenocentrum Schltr. (4 spp.)
    7. Pseudocentrum Lindl. (16 spp.)
    8. Baskervilla Lindl. (11 spp.)
    9. Ponthieva R. Br. (74 spp.)
    10. Pterichis Lindl. (41 spp.)
    11. Cranichis Sw. (79 spp.)
    12. Fuertesiella Schltr. (1 sp.)
    13. Nezahualcoyotlia R. González (1 sp.)
    14. Altensteinia Kunth (8 spp.)
    15. Aa Rchb. fil. (25 spp.)
    16. Myrosmodes Rchb. fil. (17 spp.)

  6. Subtribus Discyphinae
    1. Discyphus Schltr. (1 sp.)

  7. Subtribus Spiranthinae Lindl. ex Meisn.
    1. Cotylolabium Garay (1 sp.)
    2. Stenorrhynchos Rich. (9 spp.)
    3. Eltroplectris Raf. (16 spp.)
    4. Mesadenella Pabst & Garay (11 spp.)
    5. Sacoila Raf. (9 spp.)
    6. Pteroglossa Schltr. (16 spp.)
    7. Skeptrostachys Garay (13 spp.)
    8. Lyroglossa Schltr. (2 spp.)
    9. Cyclopogon C. Presl (96 spp.)
    10. Hapalorchis Schltr. (14 spp.)
    11. Pelexia Poit. ex Rich. (100 spp.)
    12. Sarcoglottis C. Presl (57 spp.)
    13. Veyretia Szlach. (10 spp.)
    14. Thelyschista Garay (1 sp.)
    15. Coccineorchis Schltr. (8 spp.)
    16. Odontorrhynchus M. N. Correa (8 spp.)
    17. Sauroglossum Lindl. (11 spp.)
    18. Buchtienia Schltr. (3 spp.)
    19. Brachystele Schltr. (23 spp.)
    20. Degranvillea Determann (1 sp.)
    21. Cybebus Garay (1 sp.)
    22. Eurystyles Wawra (24 spp.)
    23. Lankesterella Ames (9 spp.)
    24. Quechua Salazar & L. Jost (1 sp.)
    25. Nothostele Garay (2 spp.)
    26. Spiranthes Rich. (43 spp.)
    27. Dichromanthus Garay (2 spp.)
    28. Deiregyne Schltr. (25 spp.)
    29. Svenkoeltzia Burns-Bal. (3 spp.)
    30. Sotoa Salazar (1 sp.)
    31. Aulosepalum Garay (9 spp.)
    32. Beloglottis Schltr. (8 spp.)
    33. Mesadenus Schltr. (3 spp.)
    34. Stalkya Garay (1 sp.)
    35. Funkiella Schltr. (11 spp.)
    36. Microthelys Garay (4 spp.)
    37. Schiedeella Schltr. (19 spp.)
    38. Greenwoodiella Salazar, Hern.-López & J. Sharma (3 spp.)
    39. Physogyne Garay (3 spp.)
    40. Pseudogoodyera Schltr. (2 spp.)
    41. Aracamunia Carnevali & I. Ramírez (1 sp.)
    42. Helonoma Garay (2 spp.)
    43. Kionophyton Garay (1 sp.)

  8. Subtribus Galeottiellinae Salazar & M. W. Chase
    1. Galeottiella Schltr. (1 sp.)

U nju se uključivao i rod Frigidorchis s vrstom Frigidorchis humidicola (K.Y.Lang & D.S.Deng) Z.J.Liu & S.C.Chen., čija je vrsta službeno priznata kao Herminium humidicola